# Kurt von Hertzberg
Kurt Oswald Reinhold Ernst von Hertzberg (* 7. Dezember 1871 in Görlitz; † 4. Oktober 1914 bei Courcelles-le-Comte, Département Pas-de-Calais) war ein deutscher Verwaltungsjurist.
Hertzberg studierte an der Universität Leipzig Rechtswissenschaft. Er wurde 1893 Mitglied des Corps Guestphalia Leipzig, in dem er sich als Senior auszeichnete. An der Friedrich-Wilhelms-Universität zu Berlin wurde er 1898 zum Dr. iur. promoviert. Nach den Examen war er Regierungsassessor bei der Regierung in Breslau. Er wurde 1909 kommissarisch und 1910 endgültig als Landrat im Kreis Ohlau berufen. Zwei Monate nach Beginn des Ersten Weltkriegs fiel er als Hauptmann der Reserve im Deutschen Heer an der Westfront.
Er war seit 1899 mit Crisca Fölsch (* 1879; † 1950) verheiratet und hatte mit ihr vier Kinder. Seine Eltern waren Elisabeth von Kutzschenbach (* 1841; † 1910), Tochter eines Gutsbesitzers in der Niederlausitz, und der schlesische Gutsherr Oswald von Hertzberg (* 1831; † 1877).